# Sonic the Hedgehog (personage)
Sonic the Hedgehog (ソニック・ザ・ヘッジホッグ, Sonikku za Hejjihoggu) is een fictieve, antropomorfe egel met felblauwe stekels en rode hardloopschoenen. Het personage kwam voor het eerst voor in het gelijknamige platformspel dat op 23 juni 1991 voor het eerst verscheen op de Sega Mega Drive. Inmiddels bestaat er een mediafranchise rondom dit personage.
Tekenaar Naoto Oshima, ontwerper Hirokazu Yasuhara en spelprogrammeur Yuji Naka worden vaak gezien als de scheppers van Sonic.

## Ontwerp
Begin 1990 had Sega een nieuwe mascotte nodig als opvolger van Alex Kidd. Sonic moest net zo bekend worden als Mario dat voor Nintendo was. Om zich te onderscheiden van Nintendo zocht Sega naar een karakter dat een oudere leeftijdsgroep aansprak, en om de mogelijkheden van de nieuwe 16 bit-spelcomputer te kunnen tonen.
Sega van Japan hield een competitie om mascottes in te sturen. Grafisch artiest Naoto Oshima ontwierp een blauwe egel genaamd Sonic, die in een prototype van een spel werd verwerkt door programmeur Yuji Naka. Sonic werd in de ontwerpfase nog als eenvoudige illustratie getekend en heette eerst "Mr. Needlemouse". Oshima wilde een figuur die kinderen makkelijk na konden tekenen en maakte er geen geheim van dat Sonic een combinatie was van Mickey Mouse en Felix de Kat.

## Personage

### Persoonlijkheid
Sonic belichaamt de wind. Hij leeft zijn leven zoals hij dat wil en maakt van zijn leven een serie van avonturen. Sonic verwerpt onderdrukking en verdedigt derhalve altijd de vrijheid van zichzelf en anderen. Hoewel hij meestal een kalme persoonlijkheid is, heeft hij maar weinig geduld voor dingen die volgens hem te langzaam gaan. Sonic is van nature een waaghals, maar hij is wel eerlijk en loyaal tegenover zijn vrienden.
Indien hij een grote uitdaging aangaat, verandert zijn persoonlijkheid. Dan neemt hij het meer serieus.

### Vaardigheden
Sonic staat vooral bekend om zijn enorme snelheid. Hij kan rennen met snelheden groter dan mach 1. Hij staat dan ook wel bekend als "het snelste levende wezen". Hij kan achteruit net zo hard lopen als vooruit.
Veel van Sonics overige vaardigheden zijn meer gebaseerd op het natuurlijke gedrag van egels. Zo kan Sonic zich oprollen tot een bal ter bescherming. Zijn primaire offensieve wapen is de Spin dash, waarbij hij zich oprolt en al rollend op hoge snelheid zijn doelwit met zijn stekels schade toebrengt.
Indien Sonic zeven Chaos Emeralds bezit, kan hij een transformatie ondergaan tot Super Sonic. In deze vorm wordt zijn vacht goudkleurig, en nemen al zijn krachten enorm toe. Net als Shadow the Hedgehog (een andere egel) kan hij Chaos Control activeren. In de stripserie Sonic the Comic ondergaat Sonic bij de transformatie ook een grote persoonlijkheidsverandering. Zo wordt hij een stuk serieuzer en bozer.
Begin 2000 kreeg Sonic een nieuwere en sterkere aanval genaamd Homing Attack. Als dit gebruikt wordt, springt Sonic in de lucht, rolt zich op en schiet automatisch van vijand naar vijand.
In verschillende spellen van Sonic is het mogelijk om upgrades voor de personages te krijgen. Zo heeft Sonic bijvoorbeeld de mogelijkheid om vuur te beheersen, de tijd te vertragen of onder water te ademen.

### Zwakheden
Sonic kan niet zwemmen. Als hij in diep water terechtkomt, zakt hij naar de bodem. Wel kan hij, indien hij genoeg snelheid opbouwt, over het wateroppervlak rennen. In de meeste media uit de franchise probeert Sonic dan ook water zo veel mogelijk te mijden.

### Thuiswereld
Sonics thuiswereld heet Mobius. De oude wereld (de 21e eeuw) kent Mobius als de aarde. Maar over 12.000 jaar heet de aarde Mobius.
Op planeet Mobius leven mensen en dieren. Deze dieren zijn echter net als de mensen ver geëvolueerd, waardoor hun intelligentieniveau gelijk aan de mens is. De evolutie heeft ook ervoor gezorgd dat deze dieren een menselijker lichaam kregen.

### Uiterlijk
Sonics uiterlijk verschilt sterk per incarnatie. In de videospellen ontworpen door Oshima is Sonic een klein bol personage, met korte armen en benen. Begin 1998 werd Sonic door Yuji Uekawa veranderd in een langer en slanker personage met langere benen en een minder rond lichaam. Ook kreeg hij groene ogen. De felblauwe stekels en rode hardloopschoenen zijn wel altijd aanwezig. Voor de Sonic the Hedgehog film was het uiterlijk drastisch aangepast. Sonic zou meer menselijke eigenschappen krijgen, onder andere langere armen en benen krijgen en de ogen zouden verder uit elkaar staan en kleiner zijn. Fans reageerden zo negatief op het nieuwe ontwerp in een trailer dat Paramount de release met 3 maanden heeft uitgesteld om het uiterlijk van de stekelige protagonist aan te passen.

### Relaties
Sonic is de liefdesinteresse van Amy Rose, maar hij beantwoordt haar liefde maar zelden. Dit omdat hij te verlegen is. Dat is de reden dat hij ook vaak afstandelijk is van haar. Of hij haar ooit de liefde verklaart is niet bekend, maar meestal lijkt Sonic niet erg geïnteresseerd te zijn in de verliefdheid van Amy. Hij is ook bevriend met Tails.

## Incarnaties

### Computerspellen
Sonics eerste optreden was in in het platformspel Sonic the Hedgehog voor de Mega Drive. Er zijn wereldwijd meer dan 75 miljoen exemplaren van verkocht. Dit spel introduceerde tevens Sonics aartsvijand Dr. Robotnik. Latere spellen introduceerden andere belangrijke bijpersonages zoals Miles "Tails" Prower, Amy Rose en Knuckles the Echidna.
Sonic heeft ook meegespeeld in spellen van een ander genre dan de 2D en 3D platformspellen, zoals het flipperkastspel Sonic Spinball (1993).

### Televisie
- In Adventures of Sonic the Hedgehog werd de stem van Sonic gedaan door Jaleel White. De Nederlandstalige stem werd verzorgd door Peter Paul Muller.
- In de meer serieuze serie Sonic the Hedgehog werd Sonics stem ook gedaan door Jaleel White. In deze serie is Sonic een vrijheidsstrijder die meevecht tegen de tirannie van Dr. Robotnik.
- In de serie Sonic Underground heeft Sonic een broer en een zus: respectievelijk Manic en Sonia. In de serie is hij de prins van Mobius. Zijn stem werd wederom gedaan door Jaleel White.
- In Japan verscheen in 1996 een Sonic the Hedgehog anime OVA. Sonics stem werd hierin gedaan door Masami Kikuchi in Japan en Martin Burke in de Engelstalige versie.
- In de Sonic X-anime werd Sonics stem gedaan door Jun'ichi Kanemaru in de Japanse versie, Jason Griffith in de Engelstalige versie en Sander van der Poel in de Nederlandstalige versie.
- In de Sonic Boom-serie werd Sonics stem in het Engels vertolkt door Roger Craig Smith, in het Nederlands door Joey Schalker. Deze serie is geheel in 3D geanimeerd door middel van CGI.
- In de Netflix-serie Sonic Prime werd Sonics stem in het Nederlands opnieuw ingesproken door Joey Schalker.

### Films
Begin 2020 verscheen een live-actionfilm van Sonic the Hedgehog. De film is geregisseerd door Jeff Fowler met in de hoofdrollen onder meer Ben Schwartz als Sonic the Hedgehog, Jim Carrey als Dr. Robotnik en James Marsden. De vervolgfilm, Sonic the Hedgehog 2, verscheen in begin 2022, met terugkerende personages en Idris Elba als Knuckles en Colleen O'Shaughnessey als Miles "Tails" Prower. In 2024 verscheen Sonic the Hedgehog 3 met terugkerende personages en Keanu Reeves als Shadow the Hedgehog, Jim Carrey als Gerald Robotnik en Alyla Browne als Maria Robotnik. De Nederlandse stem van Sonic in deze films wordt ingesproken door Najib Amhali.
In 2022 verscheen een versie van Sonic in de film Chip 'n Dale: Rescue Rangers, die uitkwam op de streamingdienst Disney+. Deze versie van Sonic werd in de film "Ugly Sonic" genoemd, als een referentie naar de eerste Sonic-versie uit de eerste trailer voor Sonic the Hedgehog wiens uiterlijk liefhebbers van Sonic er niet mooi uitvonden zien. Ugly Sonic werd hierin ingesproken door Tim Robinson.

## Trivia
- Sonic heeft een ster op de Walk of Game.
- De Death Egg is gebaseerd op de Death Star van Star Wars.[9]